# Engins de l'athlétisme
On appelle engins les objets et matériel, spécifiques ou non, servant à la pratique de l'athlétisme.

## Engins de compétition
- Disque, voir lancer du disque
- Marteau, voir lancer du marteau
- Perche, voir saut à la perche
- Poids, voir lancer du poids
- Javelot, voir Lancer du javelot

## Engins d'entraînement
- L'anneau est un engin de lancer pour enfant correspondant au geste du lancer de disque
- La balle est un engin de lancer pour enfant correspondant au geste du lancer de javelot
- Les caisses sont des sortes de steps qui permettent des exercices d'impulsion
- Les lattes sont des plaques de 5 cm de largeur qui, installées au sol avec des écarts divers, permettent de faire des exercices de course, sur l'amplitude et la fréquence.
- Un médecine ball est un ballon lesté pouvant peser de un à dix kilos, et d'une taille proportionnelle à son poids, allant de celle d'un ballon de handball à légèrement supérieure à celle d'un ballon de basket. Ils sont utilisés en entraînement pliométrique pour augmenter la puissance des athlètes. C'est l'engin de base de la préparation physique
- La fusée est un javelot d'entraînement souple et léger (en caoutchouc ou mousse de polystyrène)